# Iker Garai
Iker Garai Martínez (Vitoria, Álava, 22 de marzo de 1976) es un  futbolista español que pertenece a la plantilla del Logroñés Club de Fútbol, equipo que milita en el grupo II de la Segunda división B española.
Hizo su debut en categoría nacional en las filas del Amurrio CF  en el año 1998. Al año siguiente ficha por la Sociedad Deportiva Eibar, club que militaba en Segunda División, donde permanece 3 temporadas, para firmar por el Tenerife, también en Segunda. en 2005 regresa a Éibar, donde juega dos temporadas más.
En 2007 ficha por el Logroñés CF.
En el 2010 ficha por el CD Laredo.

## Entrenador
Tras dejar el futbol en activo, ya con el título de preparador físico y título oficial de entrenador coge las riendas de la U.D. Sámano el 1 de marzo de 2022 que pasaba apuros en Tercera División, consiguiendo salvarlo del descenso y luchar hasta la última jornada por el playoff de ascenso a 2° R.F.E.F.[cita requerida]

## Clubes
| Club                     | País   | Año       |
| ------------------------ | ------ | --------- |
| Amurrio CF               | España | 1998-1999 |
| Sociedad Deportiva Eibar | España | 1999-2002 |
| CD Tenerife              | España | 2002-2005 |
| Sociedad Deportiva Eibar | España | 2005-2007 |
| Logroñés CF              | España | 2007-     |

## Clubes Entrenador
| Club                       | País   | Año       |
| -------------------------- | ------ | --------- |
| U.D. Sámano                | España | 2022-2022 |
| Castro FC Juvenil Nacional | España | 2022-     |